# Sol Líneas Aéreas
Sol Líneas Aéreas – argentyńska linia lotnicza z siedzibą w Rosario.